# Tanjung Mulia (Tanjung Morawa)
Tanjung Mulia is een bestuurslaag in het regentschap Deli Serdang van de provincie Noord-Sumatra, Indonesië. Tanjung Mulia telt 1647 inwoners (volkstelling 2010).